# مقاطعة كومبرلاند (إلينوي)
مقاطعة كومبرلاند (بالإنجليزية: Cumberland County)‏ هي إحدى المقاطعات في ولاية إلينوي في الولايات المتحدة الأمريكية.